# Prém József
Prém József (Pest, 1850. március 7. – Budapest, 1910. október 12.) filozófiai doktor, főreáliskolai tanár, író, műfordító.

## Élete
Prém József malomtulajdonos, lisztkereskedő (aki 1849-ben mint nemzetőr részt vett Budavár ostromában) és Hupel Jozéfia fiaként született. Tanulmányait a pesti ágostai evangélikus (I-IV. osztály), majd a református gimnáziumban (V-VIII. osztály) végezte (1877-ben tett érettségi vizsgát). 1870–1871-ben nevelő volt Perczel Mór honvédtábornok házában, 1873-ban báró Lipthay Antalnál, 1875–1876-ban Szűcs Istvánnál; 1872–1873-ban Bécsben volt az egyetemen és műtörténettel foglalkozott; e tanulmányait azután Párizsban folytatta. Hazatérvén 1874 elején részt vett az iparmúzeum legelső rendezésében, majd Trefort miniszter külföldre küldte. Két évig Münchenben, Velencében, Triesztben, Rómában foglalkozott műtörténeti tanulmányokkal. 1876. szeptember végéig volt a Veszprém című lap szerkesztője. Másfél évig titkára volt az Országos Magyar Képzőművészeti Társulatnak. 1878–1882-ig a Fővárosi Lapok belső munkatársa volt. 1878-ban a Petőfi Társaság megválasztotta tagjának.
1880. május 29-én bölcsészdoktori, 1882. június 5-én pedig tanári oklevelet szerzett a magyar és német filológiából. 1882-től helyettes és ideiglenes tanári állásokat töltött be: helyettes tanár lett a budapesti V. kerületi községi polgári leányiskolában; 1885. április 25-től 1885. június 30-ig szintén helyettes tanárként dolgozott a budapesti II. kerületi polgári és középkereskedelmi iskolában; 1886–1887-ben ideiglenes tanára a IX. kerületi községi polgári és középkereskedelmi iskolának; 1887. január 26-tól február 20-ig ugyancsak ideiglenes tanár a IV. kerületi főreáliskolában. Hosszabb ideig dolgozott a pozsonyi állami főreáliskolában, ahova 1889. szeptember 2-tól helyettes, majd 1892. január 12-től rendes tanárként helyezték. Innen 1895-ben a budapesti V. ker. állami főreáliskolához került át.
Pozsonyban a Toldy Kör főtitkára volt „és a város magyarosítása érdekében sokat írt az ottani s a budapesti lapokba”.
Háromszor is elnyerte az MTA Teleki-féle drámajutalmát.

## Művei

### Folyóiratcikkek
Költeményei, beszélyei, tárcái, könyvismertetései, színi kritikái a következő lapokban és folyóiratokban jelentek meg:
- Fővárosi Lapok (1867. Krajnai népdalok, ford., 1868. költemények stb.; a lap belső munkatársa volt 1878–1897-ig)
- Képes Világ (belső munkatárs, 1870-ben költeményei, 1871. elbeszélés, Longfellov, 1871. költemények, Bodenstedt után, elbeszélés fordítás Paul Lindautól.)
- Családi Kör (1870. Mühlbach Luiza, Burow Julia, Bölte Amely, Wildermuth Ottilia, Brooks Maria Erzsébet, 1871. Marlitt E. mint regényírónő, A provencei troubadurok)
- Szépirodalmi Közlöny (1870–1871.)
- Szana Figyelője (1871. beszély, 1873. A bécsi és párisi operaház, 1874. Olasz művészek Mátyás király udvarában, Amazonok harca, 1876. költemény)
- Petőfi Társaság Lapja (1877. Művelődésünk kincsei és ereklyéi, A képzőművészeti társulat palotái, Barabás Miklós, A Petőfi-Társaság rendkívüli közgyűlése)
- Pesti Napló (1877. 258. sz. Történeti és irodalomtörténeti kiállítás)
- Visszhang (1877. Szép Mikhál és a kritika és könyvismertetés)
- Képes Családi Lapok (1881–1888. elbeszélések, költemény, »Veszedelmes játék« című regény, 1889–1895. elbeszélés, költemény, Klimkovics Ferenc és »Regina« című regény)
- Pesti Hírlap (1883–1884. Magyar műtermek, 1902. 342. szám. Királyné és költő)
- Egyetértés (1884. 260. sz. Tóth Kálmánról)
- Vasárnapi Ujság (1898. Berczik Árpád)
- Magyar Géniusz (1902. Somló Sándor)
- Agrár-Album (1902–1903. elbeszélés, rajz)
- Hazánk (1904. 284. Hazafias lyra, 240. sz. Drámairodalmunk és a vidék) stb.
- Magyarország 1911 (A Thurányi-kúria)

még a következő lapoknál volt belső munkatárs: Magyar Állam (176-179); Ország-Világ (1880-1889).
Szerkesztette a Veszprém című hetilapot 1876-ban; Budapesten a Képzőművészeti Lapokat 1879–1881. júliusáig; a Vasárnapi Lapok képes hetilapot 1896–1897. (Beniczkyné Bajza Lenkével együtt); az Aurora hetilapot 1898. (Beksics Gusztávnéval); a Vasárnapot, a Hazánk heti melléklapját 1903–1904-ben és főszerkesztője volt a Képes Családi Lapoknak 1905 elejétől.
Álnevei: Fanfaron, Beppo, Peterdi József, Reviczky Péter, Sine Ira.

### Önállóan megjelent művek

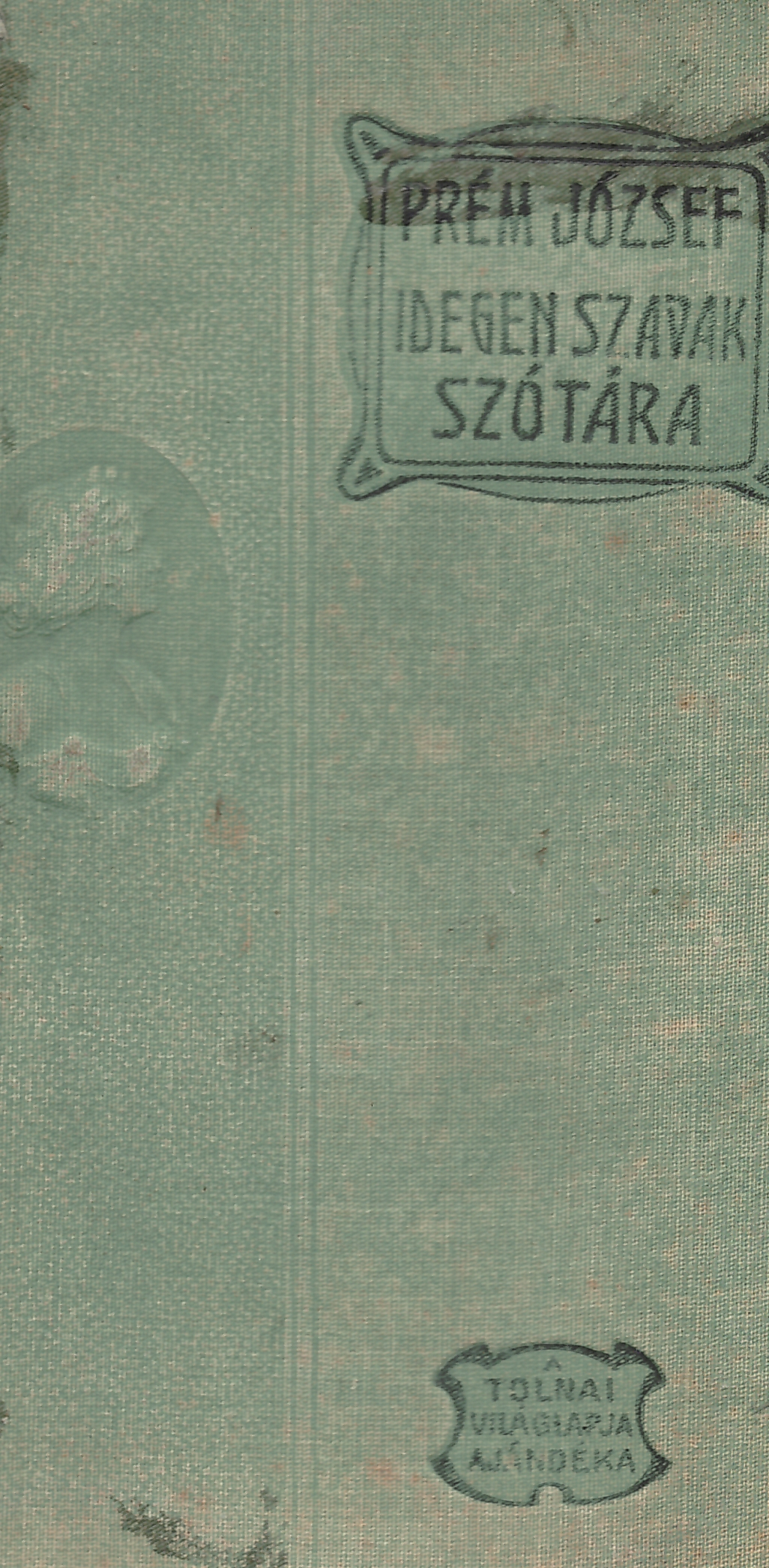
Idegen szavak szótára (1909, borító)

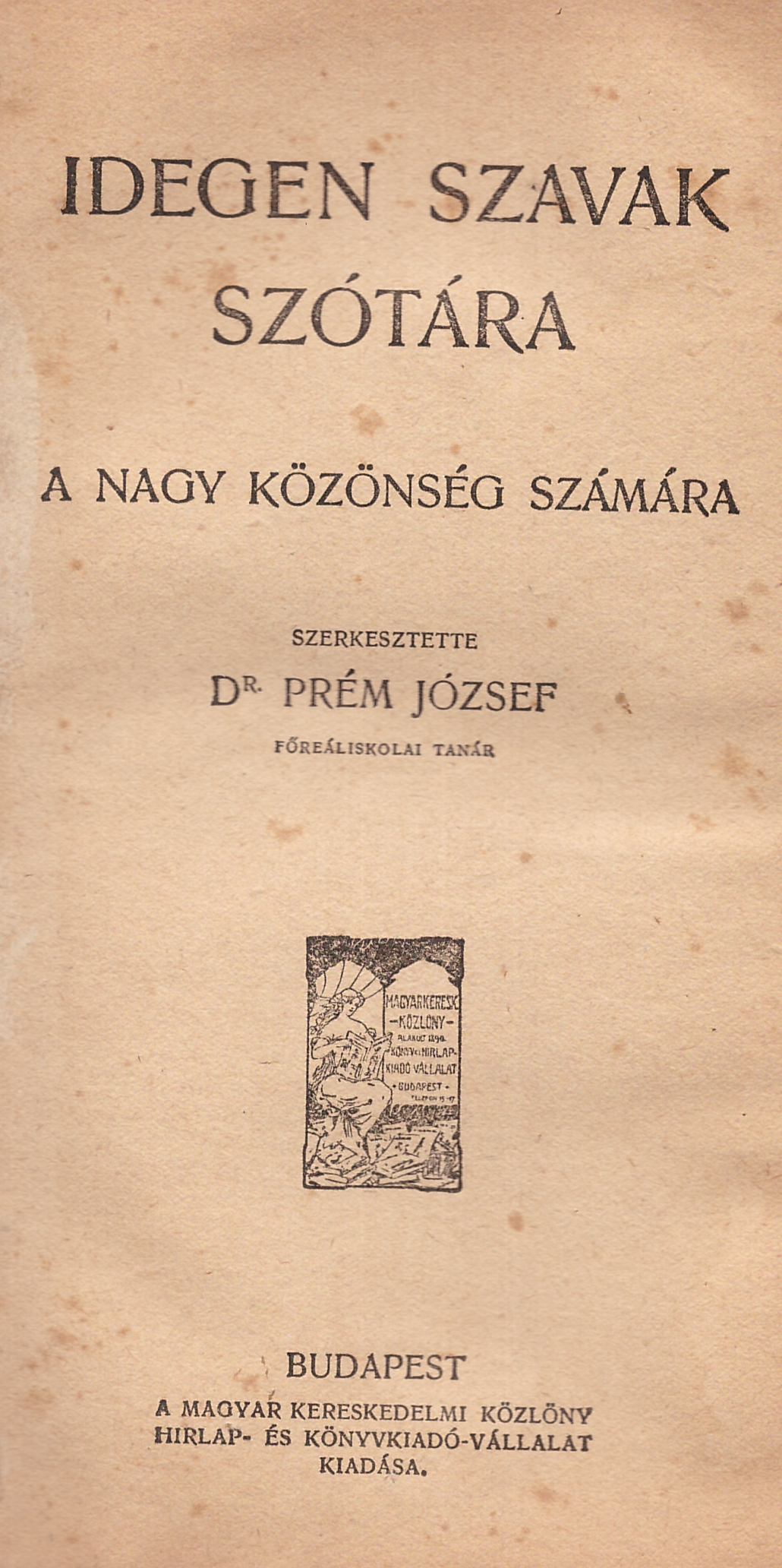
Idegen szavak szótára (1909, címlap)

- Külföldi költőkből. Pest, 1872. (Ismerteti a Figyelő).
- Önmaga ellen. Regény. Pest, 1872. Két kötet.
- Edith története. Regény. Budapest, 1876. (Előbb a Pesti Naplóban. Ismerteti a Fővárosi Lapok 72. sz.)
- Vázlatok az iparművészet köréből. Budapest, 1872.
- Székesfehérvári kiállítási Kalauz. Budapest, 1879.
- Kisfaludy Károly és Irenéje. Tanulmány. Budapest, 1880. (Ismerteti az Egyetemes Philologiai Közlöny, és a Fővárosi Lapok 69. sz.).
- Quisisana. Regény Friedrich Spielhagentől,(wd) fordítás. Budapest, 1881. Két kötet.
- Jonathan Swift: Gulliver utazásai. Fordítás. Budapest, év n. Négy képpel. (Ifjúság Olcsó Könyvtára 1., 2.).
- Költemények. Budapest, 1884. (Ismertetés Vasárnapi Ujság, 1883. 48. Pesti Hírlap 1884. 27., Magyarország és a Nagyvilág 3. sz.).
- Kármán József és Faludy Ferenc. Pozsony, 1885. (Magyar Helikon I. 4. és 51).
- Szigligeti Ede. Pozsony, 1885. (Magyar Helikon 60.).
- Széchy Mária. Pozsony, 1886. (Magyar Hölgyek Életrajzai 3.).
- Szilágyi Erzsébet és Ujfalvi Krisztina. Pozsony, 1886. (Magyar Hölgyek Életrajzai 4.).
- Ferenczy Teréz. Pozsony, 1886. (Magyar Hölgyek életrajzai. 6.).
- Eljegyzés után. Bertalan szerelme. Két elbeszélés. Budapest, 1887. (Ismertetés Budapesti Szemle LI. 1887. és Nemzet 27. szám).
- Cseress Gábor. Regény. Budapest, 1889. Két kötet. (A Kisfaludy Társaságtól dicséretet nyert. Előbb a Pesti Naplóban. Ismertetés 1888. Fővárosi Lapok 301., Pesti Napló 337. szám.)
- Rozsdás címerek. Regény. Budapest, 1890. Két kötet. (Előbb a Nemzetben).
- Elbeszélések. Budapest, 1890. (Utközben XI. Ismertetés Fővárosi Lapok 186.).
- Az arcképfestés. Műtörténelmi tanulmány. Pozsony, 1890.
- Félvér. Regény. Budapest, 1893. (Athenaeum Olvasótára I. 14.).
- Jókai Mór. Élet- és jellemrajz. Pozsony, 1894. (Kortársak 27.).
- Bosnyák Anna. Tragédia öt felvonásban. A MTA 1895. évi Teleki-pályázatán száz aranyat nyert pályamű. Budapest, 1895. (2. kiadás 1896., 3. kiadás 1905. Budapest).
- A képzőművészetek története. Pozsony, 1896. (Egyetemes Ismeretek Tára, 4.).
- Prolog a budapesti Kisfaludy Színház megnyitására. Budapest, 1897.
- Adorján báró. Színmű négy felvonásban. A Nemzeti Színház Porzsolt millenniumi pályázatán ezer koronás jutalmat nyert. Budapest, 1898. (Második jav. kiadás. Budapest, 1899. Fővárosi Színházak Műsora 43. 1901: 57. Előadatott 1897. október 22. a budapesti Nemzeti Színházban és azután több vidéki városban).
- Rejtett boldogság, színmű 3 felvonásban. Hermann Sudermann után fordította. Budapest, 1898. (Olcsó Könyvtár 1065. 1066. Előadatott a budapesti Nemzeti Színházban).
- A vándor madár. Színmű 3 felvonásban. Bölöny József 500 korona díját nyerte Kolozsvárt. Budapest, 1899. (Fővárosi Színházak Műsora 47. 1901: 62. 63. Előadatott a kolozsvári Nemzeti Színházban 1899. február 20., azután Budapesten a nyári színházban és vidéken).
- A drusza és egyéb történetek. Budapest, 1903. (Említi Budapesti Szemle CXIII. kötet, 1903. 319. oldal).
- A nagy Pálhalmy fia. Regény. Budapest, 1903. (Az Athenaeum Olvasótára 142. Ismertetés Vasárnapi Ujság, 1903. 14. sz.).
- Katonabecsület és egyéb elbeszélések. Budapest, 1903. (Ismertetés Vasárnapi Ujság, 1904. 29. sz.).
- Léha világ, vígjáték 3. felvonásban. Budapest, 1903. (Gróf Teleki száz arany díját nyerte. Előadatott a budapesti Nemzeti Színházban 1903.)
- Helikoni ünnep, vígjáték 3. felvonásban. Budapest, 1905. (Gróf Teleki száz arany díját nyerte. Előadatott a budapesti Nemzeti Színházban 1904. Ismertetés Vasárnapi Ujság, 1904. 52. sz.).
- Idegen szavak szótára: a nagy közönség számára, Magyar Kereskedelmi Közlöny Hírlap- és Könyvkiadó Vállalat, 1909.[5]

Kéziratban maradt:
- A boldogító, vígjáték (Előadták Budapesten a nyári színházban 1879-ben, és 1882. július 18-án, azután vidéken);
- Csárdás Trézsi, népszínmű. 3. felv. (Dankó Pistával együtt; először előadták a budapesti városligeti színkörben, 1890. szeptember 10.);
- Frangepán Imre, dráma. (Előadták a budapesti Népszínház tagjai a fővárosi nyári színházban 1905.);
- Durazzó Károly, tragédia;
- Tiepolo, tragédia;
- Megujhodás, színmű.